# Alik Gershon
Alik Gershon (né le 3 juin 1980 à Dnipropetrovsk, en Ukraine) est un grand maître israélien des échecs. Il est notamment connu pour être entré dans le livre des records après avoir joué une partie simultanée contre 523 adversaires à Tel-Aviv. Son record surpasse celui de l'Iranien Morteza Mahjoob, mais il est battu le 9 février 2011 par un autre Iranien, Ehsan Ghaem-Maghami.

## Vie privée
La famille d’Allik Gershon est originaire d’Ukraine et vit depuis la fin des années 90 en Israël. Il a étudié l’informatique.

## Carrière échiquéenne
Alik Gershon joue en Israël avec l’équipe de Hapoel Kfar Saba avec laquelle il remporte le championnat israélien en 1999. En 2002, il remporte la médaille de bronze individuelle pour son résultat de 5,5 points sur 7 au deuxième échiquier lors de la coupe européenne des clubs.
Il a aussi joué dans le championnat roumain, à Majorque, et en Espagne.

## Palmarès
En 1993, remporte le championnat israélien des moins de 16 ans.
Il a été champion du monde des moins de 14 ans en 1994 et champions du monde des moins de 16 ans en 1996, à Cala Galdana.
Il est maître international en 1997. 
En 2000, il partage la victoire en championnat individuel des échecs israélien avec Boris Avroukh. Les rencontres se déroulent à Tel-Aviv et à Modi’in. La même année, il remporte à Tel-Aviv un tournoi de catégorie 9 qui lui permet d’acquérir sa deuxième norme de grand maître.

### Simultanée record
Le 21 octobre 2010, Alik Gershon entre dans le livre des records pour avoir simultanée contre 523 personnes différentes. Après 18 heures et 30 minutes de jeu, il a remporté 454 victoires (86 %), pour 11 défaites et 58 parties nulles. L’une des conditions un enregistrement de ce record était d’avoir un taux de victoire de plus de 80 %. Il bat ainsi le précédent record détenu par l’Iranien Morteza Mahjoob. La presse israélienne jubile face à ce coup porté à un ennemi régional. Toutefois, son record sera de nouveau battu le 9 février 2011 par un autre iranien, Ehsan Ghaem-Maghami.

## Publications
En 2007, Alik Gershon écrit, avec Igor Nor, un livre intitulé San Luis 2005, qui recevra le prix du livre de l’année décernée par la fédération anglaise d’échecs.
Il a également fondé le premier webzine israélien sur les échecs, Schachnet.